# Bab el Fellah

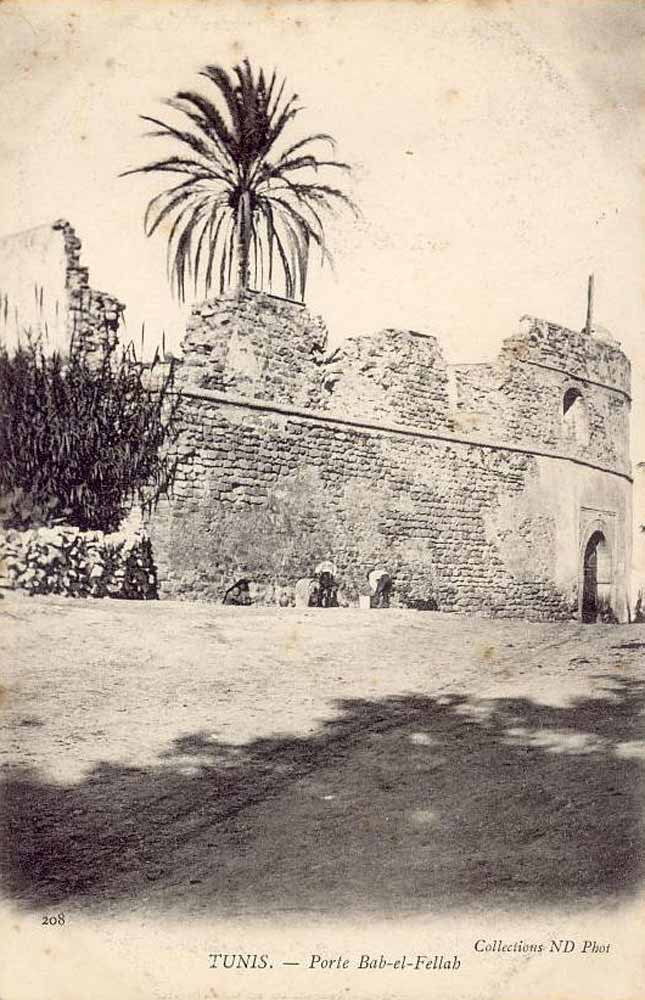
De Bab el Fellah in 1890.

De Bab el Fellah is een stadspoort aan de rand van de Tunesische hoofdstad Tunis. De poort werd gebouwd omstreeks 1350 en ligt in een buitenwijk van Tunis. In 1535 werd een gat in dezelfde muur gebruikt als illegale doorgang tijdens de Slag van Tunis.